# Tavola del Ramo

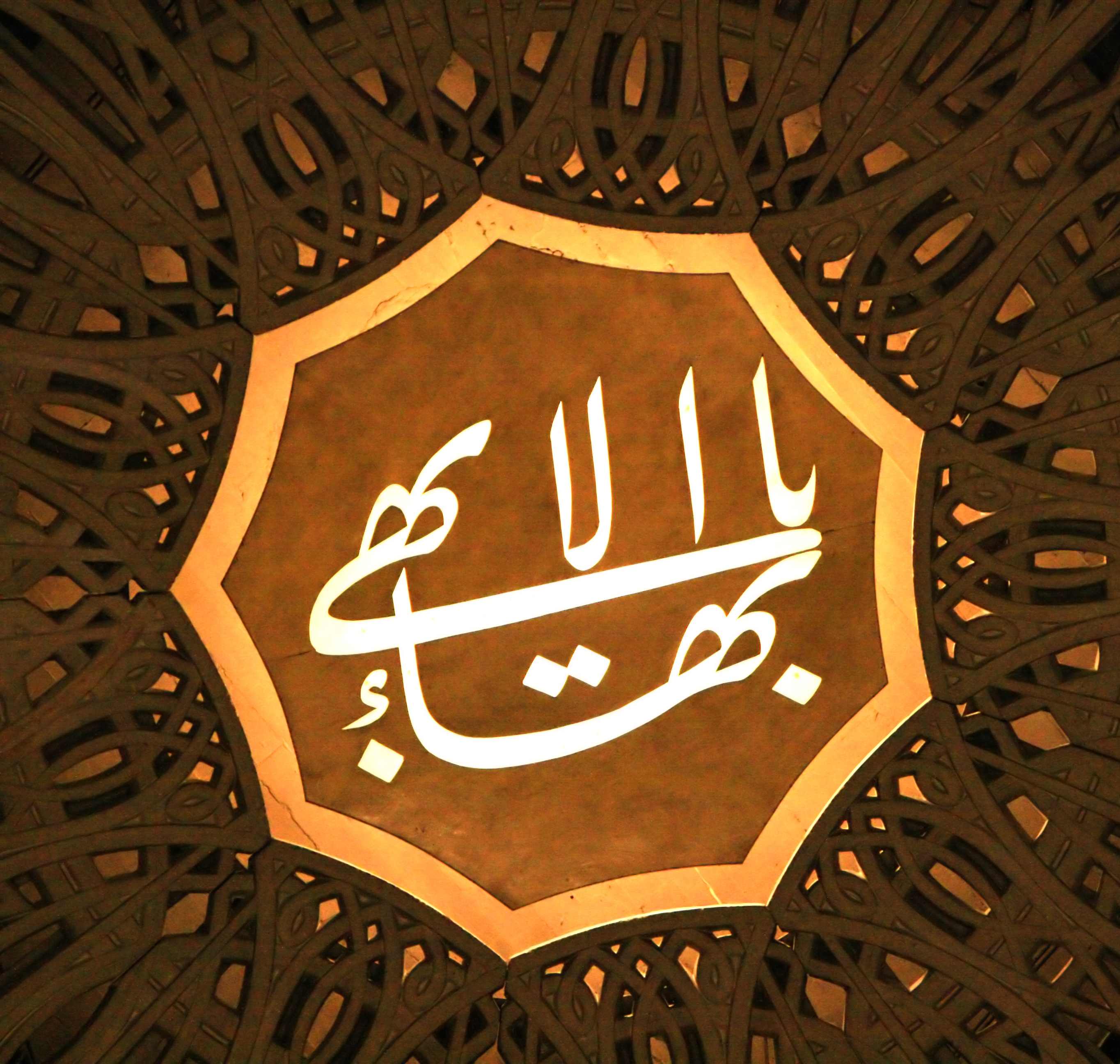
Simbolo del Più Grande Nome

La Tavola del Ramo o Súrih-i-Ghusn  è una tavola scritta da Bahá'u'lláh, il fondatore della religione bahai.
Si tratta di una tavola erga omnes ma diretta prevalentemente alla comunità bahai con la quale indica il ruolo nella fede del figlio 'Abdu'l-Bahá.
In questa tavola Bahá'u'lláh chiama `Abdu'l-Bahá con il titolo di Ramo ed esattamente  Ramo della Santità.
La Tavola del Ramo anticipa il Kitáb-i-`Ahd, il testamento con cui Bahá'u'lláh nomina proprio successore `Abdu'l-Bahá e con cui è strettamente correlata nella specificazione del ruolo di `Abdu'l-Bahá stesso.

Il Kitáb-i-`Ahd, assieme al quale va letta la Tavola del Ramo, illustra uno dei punti essenziali del Patto bahai. 